# Municipio de Randol
El municipio de Randol (en inglés: Randol Township) es un municipio ubicado en el condado de Cape Girardeau en el estado estadounidense de Misuri. En el año 2010 tenía una población de 4431 habitantes y una densidad poblacional de 25,57 personas por km².

## Geografía
El municipio de Randol se encuentra ubicado en las coordenadas 37°23′49″N 89°31′25″O / 37.39694, -89.52361. Según la Oficina del Censo de los Estados Unidos, el municipio tiene una superficie total de 173.32 km², de la cual 168.95 km² corresponden a tierra firme y (2.52%) 4.37 km² es agua.

## Demografía
Según el censo de 2010, había 4431 personas residiendo en el municipio de Randol. La densidad de población era de 25,57 hab./km². De los 4431 habitantes, el municipio de Randol estaba compuesto por el 95.03% blancos, el 1.67% eran afroamericanos, el 0.32% eran amerindios, el 0.81% eran asiáticos, el 0.05% eran isleños del Pacífico, el 0.97% eran de otras razas y el 1.15% pertenecían a dos o más razas. Del total de la población el 1.24% eran hispanos o latinos de cualquier raza.